# Walter Ledermann
Walter Ledermann (* 18. März 1911 in Berlin; † 22. Mai 2009 in London) war ein deutschstämmiger britischer Mathematiker, der sich mit Algebra und Wahrscheinlichkeitstheorie beschäftigte.

## Leben
Ledermann stammte aus einer jüdischen Familie und besuchte in Berlin das Gymnasium. 1928 machte er am Leibniz-Gymnasium das Abitur und studierte an der Humboldt-Universität Berlin Physik und Mathematik mit dem Ziel Lehrer zu werden, unter anderem bei Issai Schur, Erhard Schmidt, Richard von Mises, Erwin Schrödinger, Heinz Hopf, und Max Planck. 1931 studierte er auch ein Semester in Marburg. Er legte bei Schur und Ludwig Bieberbach 1933 sein Staatsexamen ab und verließ dann das nationalsozialistische Deutschland. Er setzte sein Studium mit einem Stipendium an der University of St. Andrews in Schottland fort, wo er 1936 bei Herbert Westren Turnbull in Matrizentheorie promovierte. 1937 wurde er Lecturer in Dundee und war in dieser Zeit privater (mathematischer) Assistent des Psychologieprofessors Godfrey Thompson in Edinburgh, wofür er 1940 von der Universität Edinburgh einen Doktorgrad (D. Sc.) erhielt.  Außerdem arbeitete er mit Max Born und Alexander Aitken in Edinburgh. 1938 war er Assistent von Turnbull in St. Andrews, wo er bis 1946 blieb.
1940 wurde er britischer Staatsbürger.
1946 wurde er Lecturer an der University of Manchester, wo er Sekretär des ersten British Mathematical Colloquium war. In Manchester kam es auch zur Zusammenarbeit mit Harry Reuter (ebenfalls ein Flüchtling aus Deutschland) über stochastische Prozesse. Zuletzt war er Senior Lecturer in Manchester. 1962 wurde er Reader an der damals neu gegründeten University of Sussex, wo er 1965 Professor wurde und 1978 emeritierte.
Ab 1979 lebte er in London.
Neben Wahrscheinlichkeitstheorie und Linearer Algebra beschäftigte er sich mit Homologietheorie, Gruppentheorie und Zahlentheorie. 1968 bis 1971 war er Herausgeber des Journal of the London Mathematical Society und 1974 bis 1977 des Bulletin of the London Mathematical Society. 1944 wurde er Mitglied der Royal Society of Edinburgh. Er war Ehrendoktor der Open University (1993).

## Schriften
- Introduction to the Theory of Finite Groups, Edinburgh, Oliver and Boyd, Interscience 1949, 1953, 1957
- Complex numbers, London, Routledge and Paul 1960
- Integral calculus, Dover 1964
- Multiple integrals, London, Routledge and Paul, Dover 1966
- Introduction to group theory, Oliver and Boyd 1973, Addison-Wesley, 2. Auflage 1996
- Introduction to group characters, Cambridge University, 1977, 1987
- als Haupt-Herausgeber: Handbook of applicable mathematics, 10 Bände, Wiley, 1980 bis 1991